# Sottomarino lanciamissili balistici
Un sottomarino lanciamissili balistici è un mezzo subacqueo progettato ed equipaggiato per il lancio di missili balistici per impiego imbarcato (SLBM). Tali mezzi sono quasi esclusivamente a propulsione nucleare, anche se vi sono rare eccezioni risalenti agli anni cinquanta.

## Profili di missione
La missione di un sottomarino lanciamissili balistici è, solitamente, quella di compiere delle lunghe crociere in mare aperto, ma sempre rimanendo con gli obiettivi "a portata di missile". Gli obiettivi sono di tipo terrestre: installazioni militari e centri abitati o industriali. Per questa ragione, una caratteristica indispensabile di tali mezzi deve essere la loro furtività, ovvero la capacità di non farsi individuare dai dispositivi antisommergibile (e dai sottomarini) avversari. Per fare ciò, vengono utilizzati tutta una serie di accorgimenti tecnici per ridurre la visibilità sonar ed aumentare la silenziosità. La cosa presenta comunque diverse difficoltà, considerando le grandi dimensioni dei mezzi di questo tipo.

## Evoluzione e tecnica
I sottomarini lanciamissili balistici si sono evoluti a partire dagli anni cinquanta. In quel periodo, la situazione di contrapposizione tra le due superpotenze richiedeva la presenza di mezzi navali (possibilmente subacquei) in grado di lanciare missili a testata nucleare sul territorio dell'avversario.
I sottomarini lanciamissili, inizialmente di piccole dimensioni e costretti ad effettuare i lanci in emersione (con grave rischio per il battello-vettore), divennero sempre più grandi e sofisticati. Oggi un sottomarino di questo tipo supera le 15 000 tonnellate di dislocamento, raggiungendo così dimensioni un tempo riservate esclusivamente alle grandi unità di superficie. L'evoluzione della tecnologia navale e missilistica, inoltre, consente a questi mezzi di lanciare i propri ordigni in immersione, fino alla profondità di 50 metri.
Come detto sopra, per questi sottomarini è indispensabile essere furtivi. Per questa ragione, vengono utilizzati sullo scafo dei particolari materiali fonoassorbenti, in modo da aumentare la silenziosità. Molto importante è anche il ricorso a motori più silenziosi.
La propulsione di questo tipo di sottomarini è (ed è praticamente sempre stata) nucleare. Questa scelta è riconducibile sia alla necessità, per il battello, di essere il più possibile "invisibile", e quindi di navigare in immersione, sia al bisogno di muovere mezzi di grandi dimensioni, con conseguente bisogno di potenze elevate che non è possibile fornire tramite un impianto propulsivo diesel-elettrico.
In generale, da un punto di vista strettamente tecnico, è possibile distinguere tra SSBN (sottomarini nucleari lanciamissili balistici) ed SSB (sottomarini lanciamissili balistici). Oggi, si tratta di una distinzione puramente teorica, visto che tutti i sottomarini lanciamissili balistici sono a propulsione nucleare.

## SSBN
SSBN è l'Hull Classification Symbol dell'US Navy, che indica i sottomarini nucleari in grado di imbarcare (e lanciare) missili balistici. Tale sigla, nello specifico significa Submersible Ship Ballistic Nuclear, ovvero sottomarino lanciamissili balistici nucleari. In generale, indica tutti i mezzi di questo tipo.
Gli SSBN equipaggiati con testate nucleari sono considerati il "terzo braccio" della triade nucleare, e svolgono un ruolo di deterrenza fondamentale. Infatti, grazie alla loro invisibilità e mobilità, possono effettuare non solo attacchi atomici di sorpresa o preventivi (first strike), ma sono in grado di assicurare anche la possibilità di un attacco di rappresaglia (second strike).

### Stati Uniti
L'ingresso in servizio del primo sottomarino lanciamissili balistici statunitense risale al 1959. Le prime cinque classi che costituivano la flotta sottomarina lanciamissili statunitense formavano quella che era soprannominata "41 for Freedom" (41 per la libertà). Il nomignolo era dovuto al fatto che si trattava di 41 battelli complessivi.
Gli SSBN sono chiamati negli USA "Boomers". Per ogni sottomarino ci sono due equipaggi, in modo da ottimizzare al massimo l'utilizzo dei mezzi e garantire adeguati turni di riposo dopo le lunghe missioni. I due equipaggi sono chiamati "blue crew" e "gold crew".
In generale, su sei classi di sottomarini, sono stati utilizzati in tutto tre tipi di SLBM: Polaris, Poseidon e Trident, nelle loro varie versioni. In tabella sono riportati solo i missili imbarcati al momento della radiazione, visto che i battelli sono stati sottoposti a programmi di aggiornamento.
| Classe            | Numero esemplari costruiti | Dislocamento emersione/immersione | Missile imbarcato | Numero missili (testate per missile) | Ingresso in servizio | Status attuale   |
| ----------------- | -------------------------- | --------------------------------- | ----------------- | ------------------------------------ | -------------------- | ---------------- |
| Ohio              | 18                         | 16.600/18.750                     | Trident II D5     | 24 (8)                               | 1981                 | Operativi        |
| Benjamin Franklin | 12                         | 6.650/8.250                       | Poseidon C3       | 16 (10-14)                           | 1965                 | Radiati nel 2002 |
| James Madison     | 10                         | 8.250 in immersione               | Polaris A3        | 16 (3)                               | 1964                 | Radiati nel 1992 |
| Lafayette         | 9                          | 7.250/8.250                       | Poseidon C3       | 16 (10-14)                           | 1963                 | Radiati nel 1991 |
| Ethan Allen       | 5                          | 7.900 in immersione               | Polaris A3        | 16 (3)                               | 1961                 | Radiati nel 1985 |
| George Washington | 5                          | 5.959/6.709                       | Polaris A3        | 16 (fino a 3)                        | 1959                 | Radiati nel 1986 |

### Unione Sovietica/Russia
L'Unione Sovietica è sicuramente il Paese che ha costruito più classi di SSBN, ed anche quello che ne ha schierato la flotta più numerosa (oltre 90 esemplari complessivi). Però, come si può vedere, fino al 1967 (anno di ingresso in servizio degli Yankee), non ha avuto un sistema d'arma paragonabile a quelli americani, visto che gli Hotel portavano un numero di missili nettamente inferiore.
Inoltre, praticamente ogni classe aveva un suo missile specifico, con una notevole dispersione di risorse e competenze.
In seguito al crollo dell'Unione Sovietica, la situazione da questo punto di vista si è in parte razionalizzata: in effetti, i soli missili operativi rimangono gli SS-N-18 sui Delta III (dei quali è prevista la radiazione quando saranno disponibili i nuovi Borej), gil SS-N-23 Skiff sui Delta IV, gli SS-N-20 Sturgeon sui Typhoon (dei quali è prevista la conversione per gli SS-N-30 bulava) ed i nuovissimi SS-N-30 sui Borei. Riguardo a questi ultimi, sono i più avanzati SSBN oggi in costruzione.
| Classe    | Numero esemplari costruiti | Dislocamento emersione/immersione | Missile imbarcato | Numero missili (testate per missile) | Ingresso in servizio | Status attuale                                                              |
| --------- | -------------------------- | --------------------------------- | ----------------- | ------------------------------------ | -------------------- | --------------------------------------------------------------------------- |
| Borei     | 8 varati, 10 previsti      | 14.720/24.000                     | SM-30 Bulava      | 16/20 (fino a 6)                     | 2013                 | 7 in servizio attivo, 1 alle prove in mare, 2 in costruzione                |
| Delta IV  | 7                          | 11.740/18.200                     | R-29RMU2 Sineva   | 16 (da 4 a 10)                       | 1985                 | 5 in servizio                                                               |
| Typhoon   | 6                          | 24.000/33.800                     | R-39              | 20 (10)                              | 1981                 | l'ultimo è stato radiato a febbraio 2023 ed è in attesa di essere demolito. |
| Yankee II | 1 conv.                    | 7.760/10.000                      | SS-N-17 Snipe     | 12 (1)                               | 1980                 | Demolito nel 1990                                                           |
| Delta III | 14                         | 10.600/13.050                     | SS-N-18           | 16 (da 3 a 7)                        | 1976                 | Ufficialmente radiati nella seconda metà degli anni novanta                 |
| Delta II  | 4                          | 10.500/13.000                     | SS-N-18           | 16 (4?)                              | 1975                 | Radiati nella seconda metà degli anni novanta                               |
| Delta I   | 18                         | 9.000/11.000                      | SS-N-18           | 12 (4?)                              | 1972                 | Radiati negli anni novanta                                                  |
| Yankee I  | 34                         | 7.760/9.600                       | SS-N-6 Serb       | 16 (fino a 3)                        | 1967                 | Tutti radiati entro il 1995                                                 |
| Hotel II  | 7 conv.                    | 4.080/5.000                       | SS-N-5 Serb       | 3 (1)                                | 1963                 | Radiati entro il 1991                                                       |
| Hotel I   | 8                          | 4.080/5.000                       | SS-N-4 Sark       | 3 (1)                                | 1960                 | Tutti convertiti entro il 1968 e radiati entro il 1989                      |

### Regno Unito
Gli SSBN in Gran Bretagna sono chiamati "bombers", e costituiscono la principale componente del sistema di deterrenza britannico. La scelta di utilizzare solo i sottomarini venne presa negli anni sessanta, quando il miglioramento dei sistemi antiaerei rese eccessivamente vulnerabili i bombardieri. Ne sono stati costruiti complessivamente otto esemplari, di due classi distinte.
Gli SSBN inglesi sono sempre stati equipaggiati con SLBM di provenienza americana.
Per ogni sottomarino sono disponibili due equipaggi, chiamati port crew e starboard crew.
| Classe     | Numero esemplari costruiti | Dislocamento emersione/immersione | Missile imbarcato | Numero missili (testate per missile) | Ingresso in servizio | Status attuale         |
| ---------- | -------------------------- | --------------------------------- | ----------------- | ------------------------------------ | -------------------- | ---------------------- |
| Vanguard   | 4                          | 15.680 in immersione              | Trident D5        | 16 (8)                               | 1993                 | In servizio            |
| Resolution | 4                          | 7.600/8.500                       | Polaris A3        | 16 (3)                               | 1966                 | Ritirati entro il 1996 |

### Francia
Complessivamente, la Francia ha costruito una decina di SSBN. Oggi, questi fanno parte della Force Océanique Stratégique (FOST), e sono inquadrati nell'Escadrille des Sous-Marins Lanceurs d'Engins (ESNLE), la componente sottomarina della deterrenza nucleare francese.
Gli SSBN francesi sono classificati SNLE e SNLE-NG. I due equipaggi disponibili per ogni battello sono chiamati "blu" e "rosso".
Per quanto riguarda i missili imbarcati, è previsto che l'M45 sia sostituito con l'M51 a partire dal 2010.
| Classe                  | Numero esemplari costruiti | Dislocamento emersione/immersione | Missile imbarcato | Numero missili (testate per missile) | Ingresso in servizio | Status attuale                     |
| ----------------------- | -------------------------- | --------------------------------- | ----------------- | ------------------------------------ | -------------------- | ---------------------------------- |
| Le Triomphant (SNLE-NG) | 4                          | 12.640/14.335                     | M51, prima M45    | 16 (6)                               | 1997                 | Operativo.                         |
| Le Redoutable (SNLE)    | 6                          | 8.080/9.820                       | M4                | 16 (6)                               | 1971                 | Ultimo esemplare radiato nel 2008. |

### Cina
La Cina ha due SSBN in servizio. Il primo, appartenente alla classe Xia (Tipo 092), è il più vecchio tra i due e dovrebbe essere radiato entro il 2011. Di tale classe ne è stato costruito un solo esemplare. Il secondo è invece il capoclasse della moderna classe Jin (Tipo 094), della quale sono previsti (sembra) cinque esemplari. Questi ultimi sono costruiti utilizzando tecnologia russa.
| Classe | Numero esemplari costruiti | Dislocamento emersione/immersione | Missile imbarcato | Numero missili (testate per missile) | Ingresso in servizio | Status attuale |
| ------ | -------------------------- | --------------------------------- | ----------------- | ------------------------------------ | -------------------- | -------------- |
| Jin    | 6                          | 10.000/12.000                     | CSS-NX-4          | 12 (3/4)                             | 2008                 | In servizio    |
| Xia    | 1                          | 6.500/8.000                       | CSS-NX-4          | 12 (3/4)                             | 1983                 | In servizio    |

### India
L'India è l'unico Paese non appartenente ai membri permanenti del Consiglio di Sicurezza delle Nazioni Unite ad avere in progetto un SSBN. Nello specifico, si tratta del Programma ATV (Advanced Technology Vessel), iniziato nel 1974 e riguardante 4 o sei battelli, al costo unitario di un miliardo di dollari. I nuovi sottomarini dovrebbero avere un dislocamento di circa 5.500/6.500 tonnellate ed una lunghezza di 100 metri. Il numero di missili imbarcabili è attualmente imprecisato. L'ingresso in servizio del primo esemplare è previsto per il 2020.

## SSB
SSB è l'Hull Classification Symbol che indica i sottomarini lanciamissili balistici a propulsione convenzionale. La sigla sta per Submersible Ship Ballistic, ovvero sottomarino lanciamissili balistici.
Si tratta di una categoria poco diffusa, visto che la propulsione nucleare è sempre stata la preferita per tali mezzi (soprattutto per esigenze di potenza, dovuta alle grandi dimensioni, e di furtività visto che la propulsione nucleare assicura la possibilità di svolgere lunghe crociere in immersione, senza la necessità di emergere). Gli unici mezzi di questo tipo costruiti furono i sovietici classe Golf (gli ultimi dei quali furono ritirati dal servizio nel 1990) e classe Zulu IV e V, ritirati dal servizio nei primi anni settanta.
| Classe  | Numero esemplari costruiti | Dislocamento emersione/immersione | Missile imbarcato | Numero missili (testate per missile) | Ingresso in servizio | Status attuale                                            |
| ------- | -------------------------- | --------------------------------- | ----------------- | ------------------------------------ | -------------------- | --------------------------------------------------------- |
| Golf II | 14 conv.                   | 2.820/3.553                       | SS-N-5 Serb       | 3 (1)                                | 1966-1972            | Ultimi esemplari ritirati nel 1990.                       |
| Golf I  | 23                         | 2.794/3.553                       | SS-N-4 Sark       | 3 (1)                                | 1960                 | anni settanta?                                            |
| Zulu V  | 5                          | 1.890/2.415                       | SS-1 Scud         | 2 (1)                                | 1957                 | Ritirati dal servizio nel 1968. Successivamente demoliti. |
| Zulu IV | 1                          | 1.875/2.387                       | SS-1 Scud         | 1 (1)                                | 1956                 | Convertito per la sperimentazione dei sonar nel 1966.     |

Tuttavia, un SSB è stato costruito anche in Cina, ampiamente basato sul progetto dei Golf. Pare sia ancora oggi utilizzato per scopi sperimentali, in particolare per le prove di nuovi SLBM.